# Língua longobarda
O longobardo ou langobardo, também conhecido como lombardo, é a língua extinta falada pelos lombardos (Langobardi), um povo germânico que colonizou a Itália no século VI. O idioma entrou em declínio a partir do século VII, porém permaneceu sendo usado até o ano 1000. Atualmente a língua é conhecida apenas por fragmentos, principalmente palavras individuais citadas em textos em latim.

## Morfologia e sintaxe
Devido à ausência de textos lombardos, não é possível se tirar quaisquer conclusões sobre a morfologia e a sintaxe do idioma. A classificação genética da língua é baseada, portanto, inteiramente na sua fonologia. Como existem evidências de que o longobardo tenha feito parte da mudança consonantal do alto alemão (e até mesmo mostra algumas de suas primeiras evidências na cronologia dos idiomas germânicos), ele é classificado como um dialeto do germânico do Elba ou do germânico superior. A Historia gentis Langobardorum, de Paulo, o Diácono, menciona um duque Zaban, de 574 d.C., mostrando a mudança do /t/ para /ts/. O termo stolesazo (o segundo elemento da palavra é cognato do português sede e do inglês seat) no Édito de Rotário mostra a mesma mudança. Diversos nomes nas famílias reais lombardas mostram mudanças consonantais, especialmente /p/ < /b/, nos seguintes componentes nominais:
- pert < bert: Aripert, Godepert
- perg < berg: Perctarit, Gundperga (filha do rei Agilolfo)
- prand < brand: Ansprand, Liutprand

Já sugeriu-se que a mudança consonantal teria até mesmo sido originada no longobardo.
Anteriormente o idioma foi classificado como ingevônico (línguas germânicas do mar do Norte), porém esta classificação foi considerada obsoleta. A categorização do lombardo dentro dos idiomas germânicos também é complicada pelas questões ortográficas. De acordo com Hutterer (1999), teria afinidade com o saxão antigo; Tácito as incluía com os idiomas falados pelos suevos, e Paulo, o Diácono, no século VIII, assim como o Codex Gothanus, do século IX, apontam para uma origem escandinava, tendo colonizado a região do Elba antes de entrar na Itália.
Fragmentos do longobardo foram preservados em inscrições rúnicas, em formas latinizadas ou influenciadas pela ortografia do alto-alemão antigo. Este alfabeto longobardo, como é comumente transcrito, consiste dos seguintes grafemas:
a, b, c, d, e, f, g, h, i, j, k, l, m, n, o, p, q(u), r, s, ʒ, t, þ, u, w, z
O qu representa um som de [kw]. O ʒ é [s], como em skauʒ [skaus], "útero". O z é [ts], e o h é [h] no início de palavras, e [x] em outras instâncias.
Entre as principais fontes primárias do idioma estão inscrições curtas no Futhark Antigo, entre eles a "cápsula de bronze de Schretzheim" (circa 600):
No topo: arogisd
No fundo: alaguþleuba: dedun
"Arogisl/-gast. Alaguth (e) Leuba fizeram (isto)", ou ainda "Arogis e Alaguth fizeram amor" (menos provável)
Também podem ser citadas as duas fíbulas de Bezenye, Hungria (meio do século VI):
Fíbula A: godahid unj[a]
Fíbula B: (k?)arsiboda segun
("Para Godahi(l)d, (com) simpatia (?), a benção de Arsiboda")
Existem diversos textos em latim que trazem nomes lombardos, e textos legais lombardos trazem termos retirados do vocabulário jurídico do vernáculo. Alguns destes são:
- Origo Gentis Langobardorum
- Historia gentis Langobardorum (Paulo, o Diácono)
- Codex Gothanus
- Edictum Rothari (Édito de Rotário)

Em 2005 surgiu a suspeita de que as inscrições da espada de Pernik seriam longobardas.